# Жабокряч

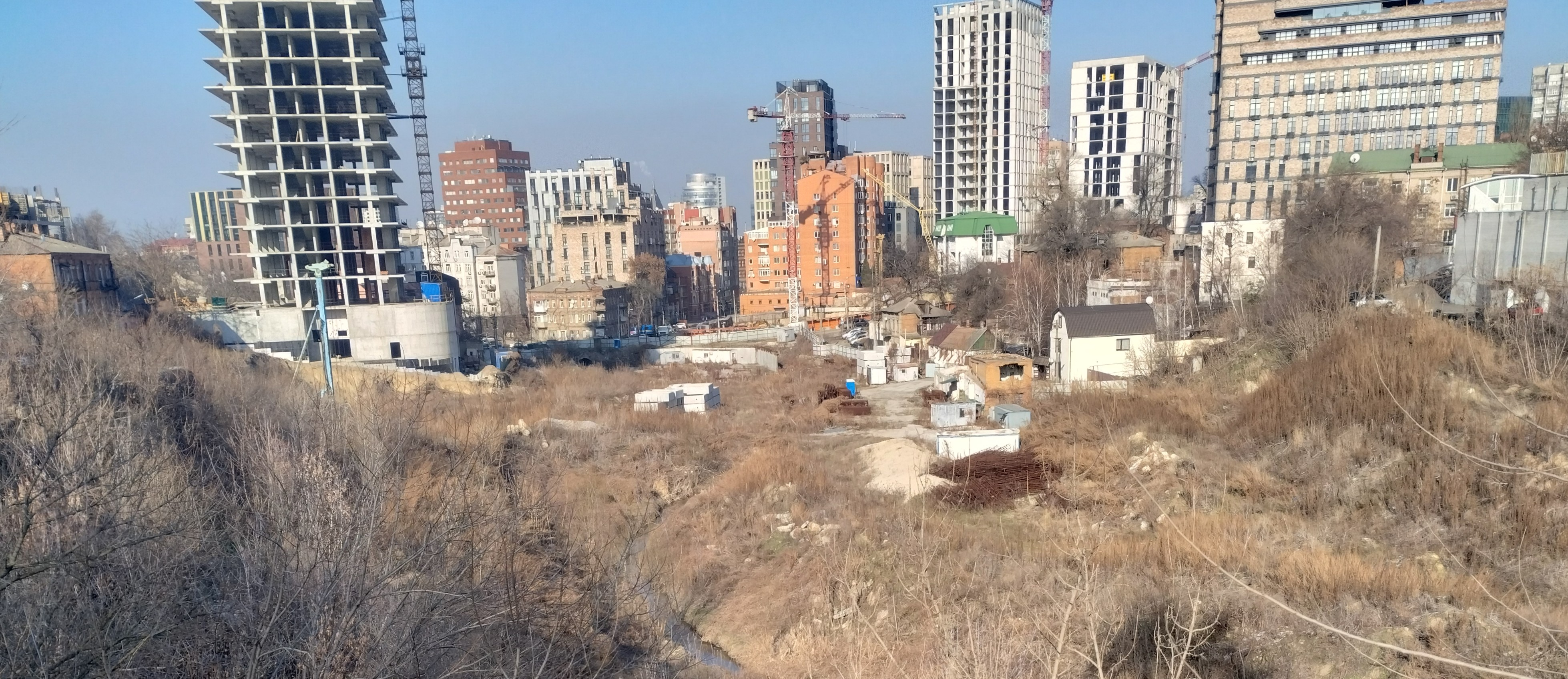
Вид нижньої частини Довгого байраку з боку естакади вулиці Святослава Хороброго. По тальвегу тече річка Жабокряч. На другому плані - недобудовані багатоповерхівки.

Жабокря́ч — мала річка центру правобережної частини міста Дніпро, починається в околицях вулиці Призаводської, колишня притока річки Половиці, один з її рукавів що протікає Довгою балкою і раніше зливався з другим рукавом за півкварталу від нинішньої вулиці Первозванівської.  У 1884 році в зв'язку з будівництвом Катерининської залізниці головному руслу річки Половиця змінили течію, спрямувавши його на північний захід в бік комбайнового заводу. З 1884 р. впадає в річку Дніпро на Січеславській набережній трохи вище храму Іоана Предтечі. Має притоки — струмки, що протікають відгалуженнями Довгої балки з боку парку ім. Ю. Гагаріна, вулиць Івана Сірка та Гусенка, а також річку Кленовий байрак нині майже по всій течії взяту в Запорізький зливовий колектор (раніше впадала у Половицю).
У 1743—1790 рр. на берегах річок Половиця і Жабокряч знаходилась козацька слобода Половиця, територія якої була включена до новоствореного міста Катеринослава.
Поруч з назвою Жабокряч були розповсюджені назви «Половиця — друга» та Половиця
У ХІХ — ХХ ст. нижню частину річки яка входила в межі міста називали Жандармська канава. У 1850-х роках — на початку ХХ століття нижня течія Жабокряча була взята у підземний колектор від вулиці Паторжинського і до гирла, в радянський час він отримав назву Червоноповстанський зливовий. Вода забруднена каналізаційними скидами та побутовим сміттям.
У 2021 році середню частину річки також було взято в колектор, в зв'язку із зведенням у Довгій  балці багатоповерхівок.